# سفارت نروژ در مسکو
سفارت نروژ در مسکو (به لاتین: Embassy of Norway) یک سفارت و ساختمان در روسیه است که در مسکو واقع شده‌است.